# Бюсийи
Бюсийи́ (фр. Bucilly) — коммуна во Франции, находится в регионе Пикардия. Департамент коммуны — Эна. Входит в состав кантона Ирсон. Округ коммуны — Вервен.
Код INSEE коммуны — 02130.

## Население
Население коммуны на 2010 год составляло 195 человек.
| 1962 | 1968 | 1975 | 1982 | 1990 | 1999 | 2010 |
| ---- | ---- | ---- | ---- | ---- | ---- | ---- |
| 266  | 250  | 245  | 216  | 246  | 229  | 195  |

## Экономика
В 2010 году среди 129 человек трудоспособного возраста (15—64 лет) 93 были экономически активными, 36 — неактивными (показатель активности — 72,1 %, в 1999 году было 65,4 %). Из 93 активных жителей работали 83 человека (47 мужчин и 36 женщин), безработных было 10 (3 мужчины и 7 женщин). Среди 36 неактивных 6 человек были учениками или студентами, 19 — пенсионерами, 11 были неактивными по другим причинам.